# Dial MTV
Dial MTV foi um programa da MTV dos Estados Unidos precursor do formato parada de videoclipes, estreou no dia 17 de fevereiro de 1986. Assim como o Total Request Live, a Dial MTV exibia um ranking dos 10 ou 5 videoclipes mais pedidos pelo audiência no dia através de ligações telefônicas para a emissora.
A contagem era feita em ordem decrescente e o videoclipe mais votado do dia era o último a ser exibido. O programa era geralmente apresentado de segunda a sexta-feira com duração variante de 30 minutos à 1 hora, sendo que seu horário de exibição foi alterado constantemente durante os anos. O Disk MTV foi a versão brasileira deste programa.